# NK Croatia Essen
NK Croatia Essen, nogometni je klub hrvatske dijaspore iz Essena u Njemačkoj.

## Povijest
U Essenu je od 1971. godine djelovao nogometni klub Jugoslavija, koji je do 1988. djelovao kao II. momčad Sportfreunde Katernberg. 1987. godine pokrenuta je inicijativa za preimenovanje kluba u Croatiju, koja je s proljeća 1989. godine provedena u djelo iako je klub i dalje nastupao službeno kao II. momčad Sportfreunde Katernberg. Zagovarač ove inicijative bio je pokojni vel. Franjo Lodeta. Tada su klupsku upravu sačinjavali: Rudi Pavlović, Vlado Čikeš, Nikola Kranjec, Stjepan Jurović i Ivan Šimunović. Krajem svibnja 1993. godine Ivo Aleksić samovoljno odjavljuje klub bez znanja bilo kog od članova. Godine 1998. u prostorijama Sportfreunde Katernberg dolazi do inicijativnog odbora formiranja svoga kluba koji će se ubuduće zvati NK Croatia Essen i tako biti registriran pred sudom. Među inicijatorima nalazili su se Marko i Vera Anđelović, braća Jure i Pero Maras, Filip Vučur, Pero Barać te Andelko Paponja. Za prvog predsjednika novoimenovanog kluba izabran je Marko Anđelović. 
Od tada klub koristi dresove u bojama hrvatske zastave. 
2001. godine formirana je i omladinska momčad pa se broj igrača svakim danom sve više uvećavao. Za stvaranje podmlatka u klubu bili su zaslužni Pero Barać i, danas pokojni, Ivan Kupina. Marko Anđelović ostao je predsjednik kluba do 21. siječnja 2001. godine, kada ga je zamijenio Pero Barać a njega je u studenome 2003. godine zamijenio Franjo Vranjković. Franjo Vranjković tu je zadaću obnašao do kraja 2006. godine. Za vrijeme predsjednikovanja Franje Vranjkovića klub je jedno vrijeme bio najveći hrvatski nogometni klub u iseljeništvu. Franjo Vranjković nije samo dobio organizaciju dvoranskog prvenstva naraštaja do 17 i do 19 grada Essena, nego je bio ujedno taj koji je I. Europsko prvenstvo hrvatskih nogometnih klubova dijaspore doveo u Essen, gdje je NK Croatia Essen osvojila 2. mjesto, čime je izborila pravo nastupa na I. Svjetskom prvenstvu hrvatskih nogometnih klubova iseljenika u Zagrebu. Nakon minusa u riznici, jedan dio članova, koje su predvodili Ivo Aleksić (kojeg je Franjo Vranjković proglasio 2004. počasnim predsjednikom), Pero Barać i Filip Babić, smijenili su Franju Vranjkovića, bez da je ovaj bio nazočan. Za kormilo kluba dolazi sami Ivo Aleksić kao predsjednik kluba. On tu funkciju ne obnaša niti jedan mandat (dvije godine), već bez sjednice članstva Ivo Aleksić napušta funkciju predsjednika, te je klub više od 3 mjeseca ostao bez predsjednika. Članovi kluba, u siječnju 2009. godine, za predsjednika kluba biraju Michaela Dugandžića, koji je već obnašao niz funkcija u klubu. Dvije godine nakon toga, od siječnja 2011. godine do kraja 2014.godine, predsjedničku stolicu zauzima Peter Herms sen. Nijemac koji je oženjen Hrvaticom i čija su oba sina igrali u prvoj momčadi kluba. Od tada tandem Pero Barać i Jure Maras, oba kao predsjednici, vode klub. Danas u klub djeluje jedna seniorska momčad i jedna momčad veterana. Pogon za djecu i mlade prestao je već krajem 2006.godine raditi.
Prva seniorska momčad nastupa u A-ligi okruga Essen, pod vodstvom trenera Michaela Škorića.

## Nastup u Hrvatskoj
NK Croatia Essen sudjelovala je na Prvom svjetskom nogometnom natjecanju hrvatskih iseljenika 2007. godine.

## Vanjske poveznice
- Službene stranice kluba  Arhivirana inačica izvorne stranice od 1. ožujka 2009. (Wayback Machine)